# Rasoun
Rasoun este un sat situat în Guvernoratul Ajloun în nordul Iordaniei. Este cunoscută ca o zonă turistică frumoasă în Iordania și se caracterizează prin peisaje naturale. Se află la aproximativ 8 kilometri de Ajloun, la care se ajunge pe un drum caracterizat de munți verzi și copaci pereni. Satul a primit ajutor prin programe inițiate de Regina Rania a Iordaniei. Aceste programe au avut ca scop îmbunătățirea infrastructurii satului și încurajarea turismului.

## Istorie
În 1596, în timpul Imperiului Otoman, Rasoun a fost remarcat în recensământ ca fiind situat în „nahiya”, din Ajloun în liwa din Ajloun. Era format din 4 gospodării musulmane și 1 burlac musulman, pe lângă 5 gospodării creștine. Aceștia au plătit o cotă fixă de impozitare de 25 % pentru diverse produse agricole, inclusiv grâu, orz, măslini, capre și stupi, pe lângă veniturile ocazionale; un total de 1.300 aspri.
În 1838 locuitorii din Rasoun erau predominant musulmani sunniți și creștini ortodocși greci.
La recensământul iordanian din 1961 s-au recenzat 672 de locuitori în Rasoun.

## Turism
Rasoun este înconjurat de munți împăduriți și peșteri care oferă oportunități de alpinism și explorare. Satul este situat lângă Rezervația Forestieră Ajloun.
Rasoun este, de asemenea, pe Calea Lui Avraam, o inițiativă turistică menită să creeze trasee de mers pe jos care să ducă la locuri importante pentru creștinism.